# 치환 문자
컴퓨터 데이터에서 치환 문자(substitute character 또는 ␚) 또는 대용 문자는 고정된 크기의 블록으로 데이터를 보내기 위해 전송된 데이터를 패딩시키거나 유효하지 않은, 오류가 있는, 표현 불가능한 것으로 인식되는 데이터를 주어진 장치에 위치시킬 목적으로 사용하는 제어 문자이다. 일부 프로그래밍 언어의 이스케이프 시퀀스로도 사용된다.
ASCII 문자 집합에서 이 문자열은 숫자 26(1Ah)로 인코딩된다. 표준 컴퓨터 자판은 Ctrl+Z 키가 동시에 눌릴 때(Ctrl+Z는 ^Z 형태로 언급되기도 함) 이 코드를 전송한다. 유니코드는 ASCII로부터 이 문자를 상속받지만 디코딩 불가능한 입력을 표현할 때에는 출력 인코딩이 호환되는 경우 특수블록(�, U+FFFD)을 대신 사용할 것을 권장한다.

## 같이 보기
- ISO/IEC 646
- 경고음 문자
- 단축키